# Čechovice-Dědice
Čechovice-Dědice (polsky Czechowice-Dziedzice) jsou město v jižním Polsku ve Slezském vojvodství v okrese Bílsko-Bělá. Leží na území Těšínského Slezska a přímo sousedí s Bílskem-Bělou. Východní a severní hranici města tvoří řeky Bělá a Visla, které vyznačují hranice Těšínska (a celého historického Rakouského Slezska), Bělá je navíc hranicí mezi Slezskem vůbec a Malopolskem (Haličí). K prosinci 2014 ve městě žilo 35 684 obyvatel a jednalo se tím pádem o třetí největší ne-okresní město v Polsku (po Rumii a Knurově).
Gmina Čechovice-Dědice zahrnuje kromě samotného města obce Lhota (Ligota), Brúnov (Bronów) a Zábřeh (Zabrzeg).

## Historie
Město oficiálně vzniklo 1. ledna 1951 spojením venkovských obcí Čechovice a Dědice pod společným názvem Čechovice. V důsledku protestů dědických obyvatel byl název v roce 1958 změněn. Dějiny obou původních vesnic sahají do dob německé východní kolonizace ve 13. století. Patřily těšínskému knížectví a roku 1572 se Dědice (bez Čechovic) staly součástí bílského stavovského panství (později knížectví). K historickým památkám patří rokokový zámek Kotulinských a park v Čechovicích.
Průlomovým bodem čechovicko-dědických dějin byl vznik Severní dráhy císaře Ferdinanda spojující Vídeň s Krakovem. V roce 1855 bylo na katastru Dědic (jihovýchodně od centra obce) postaveno nádraží, které se výstavbou tratí do Bílska (také 1855) a do tehdy pruských Katovic (1868) stalo významným železničním uzlem. Tím zůstává dodnes, zastavují zde i mezinárodní expresy. Ve městě se nacházejí ještě dvě další stanice: Czechowice-Dziedzice Przystanek (Čechovice-Dědice zastávka) u rafinerie a Czechowice-Dziedzice Południowe (Čechovice-Dědice jih).
Od konce 19. století se Čechovice a Dědice začaly měnit v ryze průmyslové obce. Největšími pořád fungujícími průmyslovými podniky jsou:
- ropná rafinerie Czechowice, zal. 1896, od roku 2005 součást koncernu LOTOS
- válcovna kovů Dziedzice, zal. 1896
- Důl Silesia, zal. 1905, od roku 2010 součást Energetického a průmyslového holdingu
- továrna na zápalky Czechowice, zal. 1919
- továrna na elektrické součástky Kontakt-Simon, zal. 1921

Čechovická rafinerie proslula velkým požárem v roce 1971, který trval čtyři dny a vyžádal si 37 mrtvých i 105 zraněných. Vzpomínky na katastrofu zůstávají živé a odrážejí se i na černém (smutečním) pásu na městské vlajce. U jižních hranic města se nachází teplárna zásobující také část Bílska-Bělé.
Jádra dávných vesnic mají v současnosti povahu okrajových čtvrtí. Nové městské centrum se od konce 19. století vyvíjelo na jih od nádraží mezi intravilány původních obcí. Urbanistický vývoj po druhé světové válce pokračoval severně od nádraží směrem k dolu Silesia a také jižním směrem podél ulice Legionów (Legií) vedoucí do Bílska-Bělé.

## Partnerská města
- Žilina, Žilinský kraj, Slovensko
- Rajec, Žilinský kraj, Slovensko
- Lomže, Podleské vojvodství, Polsko
- Hiddenhausen, Severní Porýní-Vestfálsko, Německo
- Orlová, Moravskoslezský kraj, Česko
- Cortona, Toskánsko, Itálie